# Юрика (река)
Юрика — река в России, протекает в Тоншаевском районе Нижегородской области. Устье реки находится в 213 км по правому берегу реки Пижма. Длина реки составляет 15 км.
Исток реки в заболоченном лесу в 5 км к северо-востоку от посёлка Пижма. Течёт на северо-восток, затем поворачивает на восток, в целом течение проходит параллельно ж/д Нижний Новгород — Киров на расстоянии 1-2 км от неё. Верхнее и среднее течение проходит по ненаселённому заболоченному лесу, в нижнем течении на берегу реки деревня Большой Одошнур. Впадает в Пижму в черте посёлка Буреполом (центр Одошнурского сельсовета).

## Данные водного реестра
По данным государственного водного реестра России относится к Камскому бассейновому округу, водохозяйственный участок реки — Вятка от города Котельнич до водомерного поста посёлка городского типа Аркуль, речной подбассейн реки — Вятка. Речной бассейн реки — Кама.
По данным геоинформационной системы водохозяйственного районирования территории РФ, подготовленной Федеральным агентством водных ресурсов:
- Код водного объекта в государственном водном реестре — 10010300412111100036498
- Код по гидрологической изученности (ГИ) — 111103649
- Код бассейна — 10.01.03.004
- Номер тома по ГИ — 11
- Выпуск по ГИ — 1